# (73837) 1996 FM12
(73837) 1996 FM12 – planetoida z pasa głównego asteroid okrążająca Słońce w ciągu 4,32 lat w średniej odległości 2,65 j.a. Odkryta 17 marca 1996 roku.